# دوشمانیچ
دوشمانیچ (به صربی: Dušmanić) یک منطقهٔ مسکونی در صربستان است که در گولوباک واقع شده‌است. دوشمانیچ ۱۷۶ نفر جمعیت دارد.